# للوا
لَلِـه‌وا (تلفظ شود: Lále Va) نام سازی بادی از جنس نی در فرهنگ موسیقی طبرستان است. این ساز در گیلان و تالش «لَـله» نامیده می‌شود. در فارسی از آن با عنوان «نی چوپان» هم نام برده‌اند. نام للـه‌وا برگرفته از دو واژۀ مازندرانی «لَـله» و «وا» می‌باشد، که لَـله به معنی نی و وا به معنی باد است.

## ساختار
جنس للـه‌وا از ساقه‌های گیاه نی بوده و دارای هفت بند و شش گره است که پنج سوراخ آن در جلو و یکی در پشت قرار دارد. تفاوت آن با نی هفت‌بند این است که دهانه «نی» برای اینکه به آسانی میان دندان‌ها قرار گیرد به طرف داخل تراشیده شده و یک قطعه فلز یا تلق روی آن قرار می‌گیرد؛ در حالی که دهانه «للـه‌وا» از طرف خارج تراش خورده تا به‌راحتی روی گوشه لب قرار گرفته و برای نوازنده ایجاد مزاحمت نکند. همچنین تعداد سوراخ‌های للـه‌وا در مازندران در مقایسه با گیلان و تالش یک سوراخ بیشتر است که برای اجرای مقام‌های نزدیک به همایون استفاده می‌شود.

## تاریخچه
این ساز با زندگی دامپروری و آرمان‌ها و ارزش‌های گالش‌ها و چوپانان ارتباط دارد. قدیمی‌ترین نغمه‌های این ساز مربوط به چرای دام‌ها و وصف دامند. بعدها برخی نغمات و قطعات مربوط به رپرتوار سرنا و قطعات موسیقی مراسمی مانند «رقص مقوم» یا برخی نغمه‌های آوازی مانند «کتولی» و «کل‌حال» نیز با این ساز خوانده شدند.

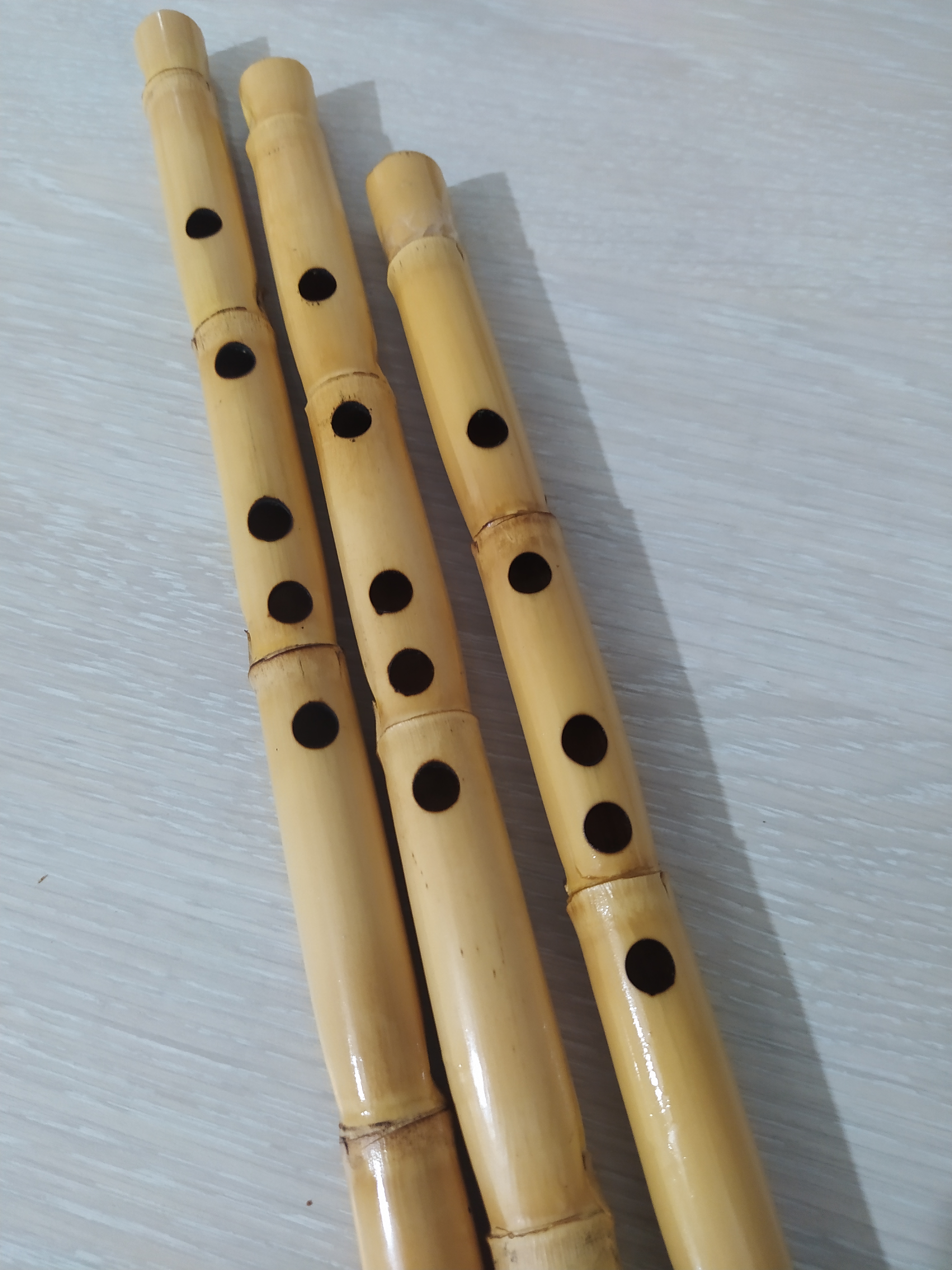
چند ساز للـه‌وا در اندازه‌های مختلف

در حال حاضر، مهم‌ترين نغماتی كه توسط اين ساز اجرا می‌شوند، به شرح زير است:
اميری، كتولی، سماحال، كشتی مقوم، بورسری، كمرسری، كل‌حال، نقرسری، سلك‌حال، چراغ‌حال، مش‌حال ، تريكه‌سری، جلويی، رقصی (رقص مقوم)، سماحال، غريبی، همه ره بُردن، ياغی بورده، كردِ حال (چپون‌حال) و گروهی از ترانه‌ها و ريزمقام‌ها